# Años 1860

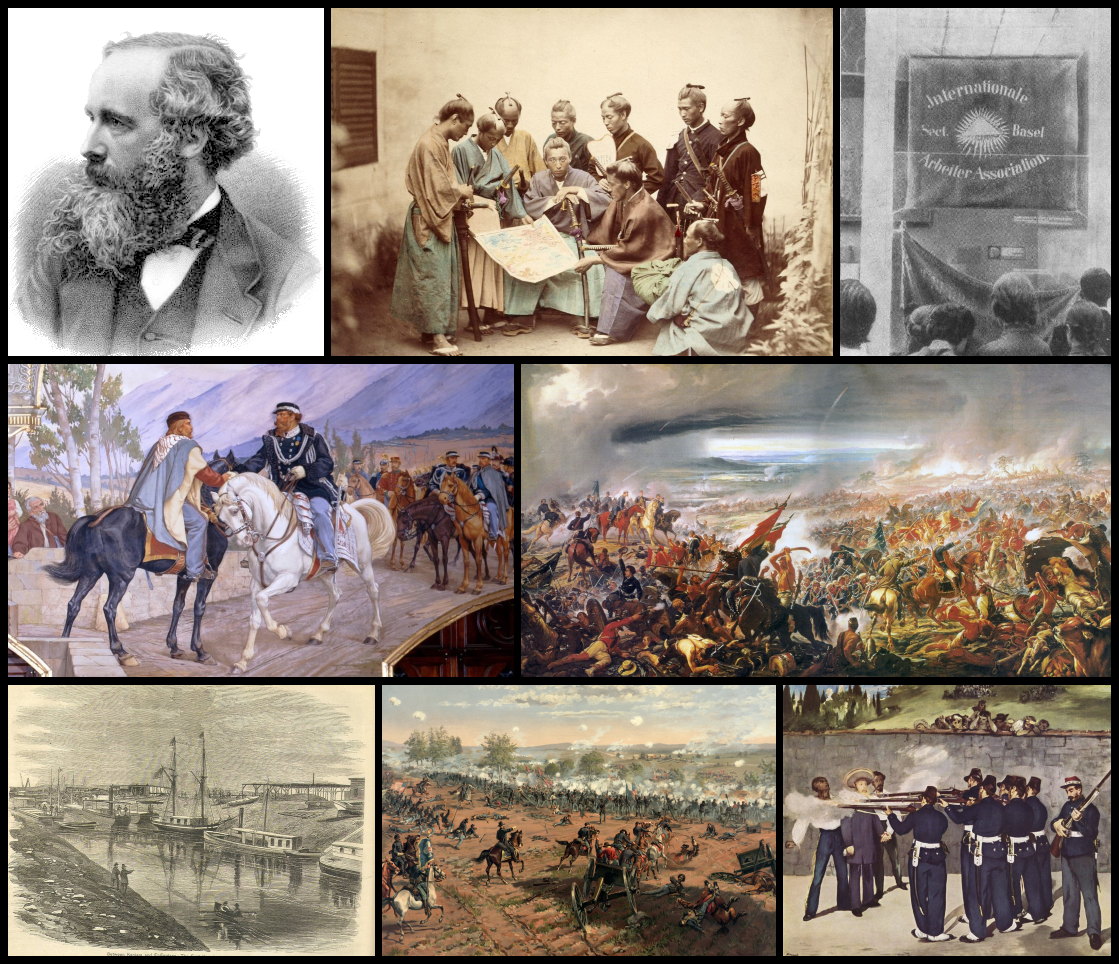
Desde arriba a la izquierda, en el sentido de las agujas del reloj: el físico escocés James Clerk Maxwell formula la teoría clásica de la radiación electromagnética, uniendo por primera vez la electricidad, el magnetismo y la luz como diferentes manifestaciones del mismo fenómeno; La Restauración Meiji conduce a enormes cambios en la estructura política y social de Japón; la Asociación de Internacional de Trabajadores se forma en 1864, destinado a unir una variedad de diferentes de izquierda socialista, comunistas y anarquistas grupos; La batalla de Abay ocurrió en 1868 durante la Guerra de la Triple Alianza, que es la guerra interestatal más sangrienta en la historia de América Latina; ejecución en 1867 de Maximiliano I de México, gobernante del Segundo Imperio mexicano, establecido durante la Segunda intervención francesa en México ; La batalla de Gettysburg fue el punto de inflexión de la Guerra Civil estadounidense, que se libró en los Estados Unidos de 1861 a 1865, entre el Norte (la Unión) y el Sur (la Confederación) como resultado de la larga controversia sobre la esclavitud de los negros en EE. UU.; el canal de Suez se inaugura en 1869; Victor Emmanuel se encuentra con Garibaldi cerca de Teano en 1860, al final de la Expedición de los Mil.

Los años 1860 fueron una década que comenzó el 1 de enero de 1860 y finalizó el 31 de diciembre de 1869. Fue una década muy diferente con numerosos cambios culturales, sociales y políticos en Europa y América. Las revoluciones fueron frecuentes en Alemania y el Imperio Otomano. La abolición de la esclavitud en los Estados Unidos condujo a la ruptura de la trata atlántica de esclavos, que ya sufría la prohibición de la esclavitud en la mayor parte de Europa a finales de 1820 y 30. 
En América, la guerra civil estadounidense entre la Confederación del Sur y los estados del Norte llevó a destrucción masivas a escala industrial siendo el aviso de lo que sucederían en gran cantidad de guerras en el siguiente siglo. La Marcha de Sherman hacia el mar fue una de las primeras veces que Estados Unidos experimentó una guerra total, y los avances en la tecnología militar, como los buques de guerra de hierro y acero, y el desarrollo y despliegue inicial de ametralladoras tempranas se sumaron a la destrucción. Después de la Guerra Civil, Estados Unidos entró en la etapa conocida como la Reconstrucción.
Por otra parte, en esta década en Sudamérica aconteció la guerra de la Triple Alianza, disputado entre 1864 y 1870, entre Argentina, Brasil y Uruguay contra el Paraguay, produciendo grandes pérdidas tanto económicas, territoriales y humanas, especialmente en este último país.

## Acontecimientos
- Confederación Alemana del Norte
- Guerra hispano-sudamericana
- II Imperio Mexicano
- 1860 Líbano. Enfrentamiento entre los drusos y maronitas y matanzas se llevan a cabo por ambas partes.
- 1861 Abraham Lincoln se convierte en el decimosexto presidente de Estados Unidos.
- 1861 Comienza la guerra de Secesión o guerra civil estadounidense.
- 1862 Francia gana el control del puerto comercial de Obock en el norte de Yibouti (este de África).
- 1864 Se funda La Asociación Internacional de Trabajadores (AIT) o Primera Internacional de los trabajadores en Londres.
- 1864 Comienza la guerra de la Triple Alianza o la guerra del Paraguay (la cual duraría hasta 1870).
- 1865 Es asesinado Abraham Lincoln por John Wilkes Booth durante una obra teatral en el Teatro Ford de Washington D. C..
- 1865 El Fin de la guerra de Secesión.
- 1866 Alfred Nobel inventa la dinamita.
- 1867 1 de abril: en París (Francia) se inaugura la Exposición Universal de Industrias y Bellas Artes, con la que Napoleón III pretende realzar su Imperio.
- 1867 : Luxemburgo obtiene su independencia de Países Bajos.
- 1867 : Canadá se forma como nación al unificarse 13 colonias al sur del actual país.
- 1868 3 de enero: en Japón, el emperador Meiji recupera el poder del país (restauración Meiji). Cae el shogunato Tokugawa.
- 1869 15 de enero: En España se celebran las primeras elecciones con sufragio universal masculino, para la elección a Cortes Constituyentes.

## Personas destacadas
- Otto von Bismarck, artífice de la unificación alemana y pieza clave de las relaciones internacionales de la segunda mitad del siglo XIX.
- Napoleón III, (Emperador francés).
- Camilo Benso, conde de Cavour (político italiano).
- Abraham Lincoln (16.º presidente de los Estados Unidos).
- Benito Juárez, presidente de México
- Jefferson Davis (presidente de los Estados Confederados de América).
- Ulysses Simpson Grant (militar y político estadounidense).
- Robert E. Lee (militar estadounidense  confederado).
- Maximiliano I de México (emperador mexicano).
- Henrik Ibsen, (dramaturgo y poeta noruego).
- Pío IX, papa